# أبو الشيص محمد
أبو الشيص الخزاعي (130 - 196 هـ / 747 - 811 م) هو محمد بن علي بن عبد الله بن رزين بن سليمان بن تميم الخزاعي وهو ابن عم دعبل الخزاعي. شاعر من أهل الكوفة غلبه على الشهرة معاصراه صريع الغواني وأبو نواس. 
إنقطع إلى أمير الرقة عقبة بن جعفر الخزاعي فأغناه عقبة عن سواه. ولقبه أبو الشيص وهو وصف للنخلة إذا لم يكن لها نوى وذلك رديء مذموم. فقد بصره في آخر عمره، قتله خادم لعقبة في الرقة.